# Richard Tripault
Richard Tripault est un journaliste français de télévision.

## Biographie
Dans les années 1980, il a présenté le journal Soir 3 du week-end sur FR3 puis France 3.
De 1993 à 1998, il est le joker du Soir 3.
Il est depuis journaliste à TV5 Monde où il présente les journaux d'actualité.